# Оголені скелі на вершині гори Великий Каменець
Ого́лені ске́лі на верши́ні гори́ Вели́кий Ка́менець — геологічна пам'ятка природи місцевого значення в Україні. Об'єкт природно-заповідного фонду Закарпатської області. 
Розташована в межах Тячівського району Закарпатської області, на захід від центральної частини села Тисалово (урочище «Камінці»). 
Площа 5 га. Статус отриманий згідно з рішенням від 23.10.1984 року № 253. Перебуває у відання Новоселицької сільської ради. 
Статус надано для збереження скельного масиву на вершині гори Великий Камінець. Скелі утворені з юрських вапняків, у яких виявлено численні рештки викопної фауни. 